# Jan Gorenc
Jan Gorenc (sinh 26 tháng 7 năm 1999) là một cầu thủ bóng đá Slovenia thi đấu ở vị trí hậu vệ cho câu lạc bộ Slovenian PrvaLiga NK Krško.